# Francis Place

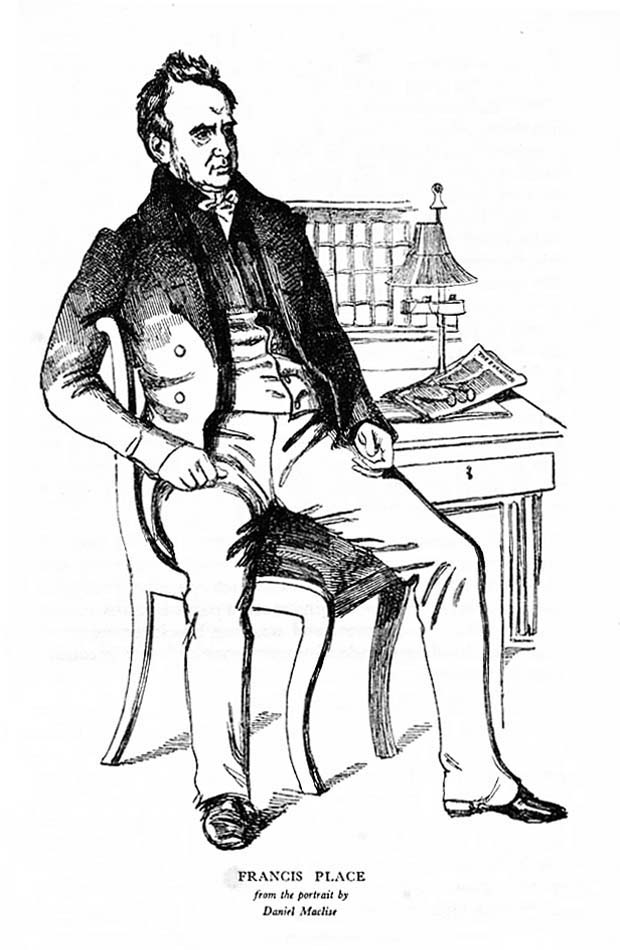
Francis Place (1771–1854) porträtiert von Daniel Maclise (1806–1870)

Francis Place (* 3. November 1771 in London; † 1. Januar 1854 ebenda) war ein radikaler englischer Sozialreformer und Chartist.

## Leben
Francis Place wuchs in armen und nicht so glücklichen Verhältnissen auf. Sein Vater, eigentlich von Beruf Bäcker, war ein Trinker und Spieler. Er diente als Büttel im berüchtigten Marshalsea-Gefängnis in Southwark in London, welches als Schuldgefängnis, unter anderem auch durch Charles Dickens’ (1812–1870) Erzählungen allgemein bekannt wurde.
Als Francis neun Jahre alt war, eröffnete sein Vater eine Taverne, brachte aber sehr schnell die Familie durch seine Spielsucht wieder in Schwierigkeiten. Sein Vater sprach nie zu den Kindern. Sprachen die Kinder ihren Vater an, wurde dieser handgreiflich. Im Gegensatz hierzu wurde Francis’ Mutter als ordentlich, freundlich und warmherzig  und hilfsbereit beschrieben.
Francis besuchte bereits im Alter von vier Jahren die Schule, entwickelte jedoch erst in den letzten 2 Jahren seiner 10-jährigen Schulzeit Interesse am Unterrichtsinhalt. Er interessierte sich für Bücher, wurde in der Schule zum „Head Boy“ und wurde gegen geringes Entgelt eingesetzt, um anderen Schüler Unterricht zu erteilen. Auf der Straße lernte er auch seine Lektionen und wurde zum Anführer bei Straßenkämpfen unter den Kindern im Viertel.
Im Alter von 15 Jahren nahm er eine Lehrstelle bei einem Breeches-Maker (Deutsch: Kniebundhosenmacher) an, die er nach 4 Jahren wegen Meinungsverschiedenheiten mit seinem Lehrherren aufgab. Nach einigen Schwierigkeiten, eine Beschäftigung zu erhalten, entdeckte ein Schneider und Hosenmacher schließlich sein geschäftliches Talent und unterstellte ihm 15 Leute in seinem Betrieb.
Am 3. März 1791, er war nun 20 Jahre alt, heiratete er Elizabeth Chadd, mit der er 1792 das erste Kind bekam.
1793 entschieden die Kniebundhosenmacher für höhere Löhne zu streiken. Die Streikkasse war gut gefüllt und Francis Place schnell unter den Führern des Streiks zu finden. Als der Streik nach knapp 2 Monaten zusammenbrach, war er unter denen, die auf der Schwarzen Liste standen und keinen Job mehr fanden. Sein erstes Kind starb zur gleichen Zeit an Pocken und er versank mit seiner Frau in tiefster Armut.
Nach einem kurzen Job als Sekretär der Breeches-Maker Union in 1794 und vielen kleinen Jobs für Kunden auf eigene Rechnung, eröffnete er schließlich 1799 mit einem Partner zusammen eine Schneiderwerkstatt und beschäftigten um 1800 bereits 32 Schneider und 4 Kniebundhosenmacher. Nach Meinungsverschiedenheiten mit seinem Partner betrieb er das Geschäft ab April 1801 in der Charing Cross alleine weiter. Die Geschäfte gingen so gut, dass er 16 Jahre später im Alter von 46 Jahren, den Betrieb an seinen ältesten Sohn übergeben konnte.
Seine Frau Elizabeth starb 1827 und 1830 heiratete Place die Schauspielerin Louisa Simeon Chatterley vom Covent Garden Theatre.

## Wirken
Auch in den Zeiten seiner tiefsten Armut, bildete sich Place weiter. Er las Griechische und Römische Geschichte, beschäftigte sich mit Geographie, Anatomie, der Wissenschaft und Kunst.
Er kam in Kontakt mit den Ideen von Adam Smith (1723–1790), Moralphilosoph und Volkswissenschaftler, John Locke (1632–1704), Philosoph, David Hume (1711–1776), Philosoph, Ökonom und Historiker und über das Buch The Age of Reason mit Thomas Paine, Politiker und Revolutionär.
Im Juni 1794 wurde Place Mitglied in der 1792 gegründeten London Corresponding Society, einer moderat radikalen Gesellschaft, die mit ihren über London verteilten Verzweigungen, wöchentliche Diskussionen abhielt, der Französischen Revolution (1789–1799) nahestand und sich politisch aktiv für eine Parlamentsreform im Königreich Großbritannien einsetzte, in der auch die Arbeiterklasse entsprechend vertreten sein sollte.
1807, nach dem König Georg  der III. das Parlament aufgelöst hatte, engagierte sich Place im Westminster Reform Committee um Sir Francis Burdett als Kandidat für Westminster und Verfechter der Parlamentsreform in das House of Commons zu bekommen.
1810 übernahm er den Vorsitz der 12-köpfigen Jury bei Gericht. Als bei einem Gerichtsverfahren gegen einen vom Volke verhassten Mitglied des House of Brunswick der Prozess nicht zügig zum Abschluss kam, wurde Place vorgeworfen vom Gericht bezahlt worden zu sein. Er trat zurück und zog sich für eine Weile aus der Öffentlichkeit und der Politik zurück. Er beschäftigte sich stattdessen wieder mehr mit Bildung und organisierte zusammen mit Joseph Lancaster (1778–1838), einem englischen Pädagogen, preiswerte Grundschulausbildung, an der es erheblich mangelte. Place hoffte mit Bildung die Situation der Arbeiterklasse verbessern zu können und Trunksucht, schlechte Moral und Manieren, sowie Probleme durch Überbevölkerung ausrotten zu können.
Obwohl er selbst Vater von 15 Kindern war, empfahl er auf Basis von Malthus (1798) innerhalb seiner einzigen Publikation Illustrations and Proofs of the Principle of Population strikte Empfängnisverhütung zum Zweck der Geburtenkontrolle. Mit seinem Werk gilt Place als Begründer der Geburtenkontrollbewegung in England.
Place unterstützte die radikalen Politiker im Unterhaus und befasste sich zwischen 1822 und 1824 mit dem Combination Act von 1799, einem Gesetz, welches die Versammlung von Arbeitern zum Zwecke der Forderung von höherem Lohn oder Arbeitszeitverkürzung und damit praktisch die Bildung von Gewerkschaften verbot. Places brillantem Aufarbeiten von Daten, seinem beharrlichen Einsatz und seiner guten Zusammenarbeit mit Joseph Hume (1777–1855), Politiker und Mitglied des Unterhauses, war es zu verdanken, dass das Gesetz 1825 schließlich fiel.
Nach diesem Sieg widmete er seine Kraft wieder der Parlamentsreform und spielte eine wichtige Rolle in der öffentlichen Agitation. 1832 fiel auch das alte Parlamentsgesetz durch die Verabschiedung des Reform Act 1832.
1836 beteiligte er sich an der Gründung der London Working Men’s Association und an der Formulierung der Peopl’s Charter, die in die politische Reformbewegung der Chartisten mündete.
Nach 1840 engagierte er sich in den Kampagnen gegen das Corn Laws (Getreidegesetz), welches die Preise für Getreide hochhielt, zum Vorteil der Großgrundbesitzer und zum Nachteil der armen Bevölkerung.
Ab 1841 wurde es ruhig um ihn. Seine Gesundheit war nicht zum Besten, und ein Schlaganfall in 1844 fesselte ihn ans Bett. Francis Place starb in der Nacht zum Jahreswechsel am 1. Januar 1854 in Hammersmith, London im Hause seiner beiden Töchter.

## Werke
- Illustrations and Proofs of the Principles of Population. Longman, Hurst, Rees, Orme, and Brown, London 1822 (englisch).